# Trægrænse
Trægrænsen er dér, hvor skoven afløses af tundra, fordi træerne kræver ca. en måned med en gennemsnitstemperatur over 10 °C for at kunne vokse og sætte frugt en gang imellem. 
Trægrænsen danner grænse imellem den boreale klimazone (med nåletræer) og den arktiske/alpine klimazone med kun dværgbuske og urter. 
Det er sjældent, at man kan se den virkelige trægrænse på en bjergside, selv om træerne forsvinder i en bestemt højde, da det ofte er jordbunden, der bliver for ringe, og den udtørrende blæst der bliver for slem over en vis højde. Træerne skal havde en vis mængde nedbør for at kunne overleve de græssende dyrs nedbidning. Ellers afløses skoven af steppe eller prærie eller af savanne i den tropiske klimazone. I fortiden, da der fandtes mammutter og andre store dyr, var trægrænsen nok mindre tydelig end i dag, og den arktiske klimazone var mere præget af græs end af dværgbuske.
Når trægrænsen af og til er meget utydelig, kan det også skyldes, at forskelle i lokalklimaet kan betyde en fremskydning eller en tilbagetrækning af grænsen. Eksempelvis er havnærhed og sydhæld noget, der begunstiger trævækst, sådan at trægrænsen skydes mod nord, hvor disse faktorer gør sig gældende. Konkret har det vist sig, at lokalklimaet på de sydvendte skråninger af fjordene i det sydvestlige Grønland giver mulighed for trævækst, og man har med held etableret skov et par steder.